# Paulette Humbert
Pour les articles homonymes, voir Humbert.
Paulette Humbert, née le 5 juillet 1904 à Paris et morte le 25 décembre 1994 à Nogent-sur-Marne, est une dessinatrice, illustratrice et une artiste peintre française.

## Biographie
Paulette Humbert naît le 5 juillet 1904 dans le 7e arrondissement de Paris.
Paulette Humbert a illustré de nombreux livres, dont Poil de Carotte de Jules Renard, Dominique d'Eugène Fromentin (édition La Tradition, Paris, 1937, tirée à 572 exemplaires numérotés), Les Amours de Ronsard de Pierre de Ronsard, Vie et aventures de Salavin (1959) de Georges Duhamel, ainsi que Poésies... de Clément Marot, pour lequel elle réalise plusieurs eaux-fortes en 1951.
Paulette Humber meurt le 25 décembre 1994 à Nogent-sur-Marne,.

## Quelques œuvres
- Environs de Ribeauvillé, dessin, Musée d'Art moderne et contemporain de Strasbourg[8]
- L'Arbre du Baron Taine, estampe, Musée d'Art moderne et contemporain de Strasbourg[9]
- La Visite, dessin, Musée d'Art moderne et contemporain de Strasbourg[10]
- Les Bords de la Dordogne, estampe, Musée d'Art moderne et contemporain de Strasbourg[11]
- Paysage avec église, estampe, Musée d'Art moderne et contemporain de Strasbourg[12]